# Singles número um na Pop Songs em 2016

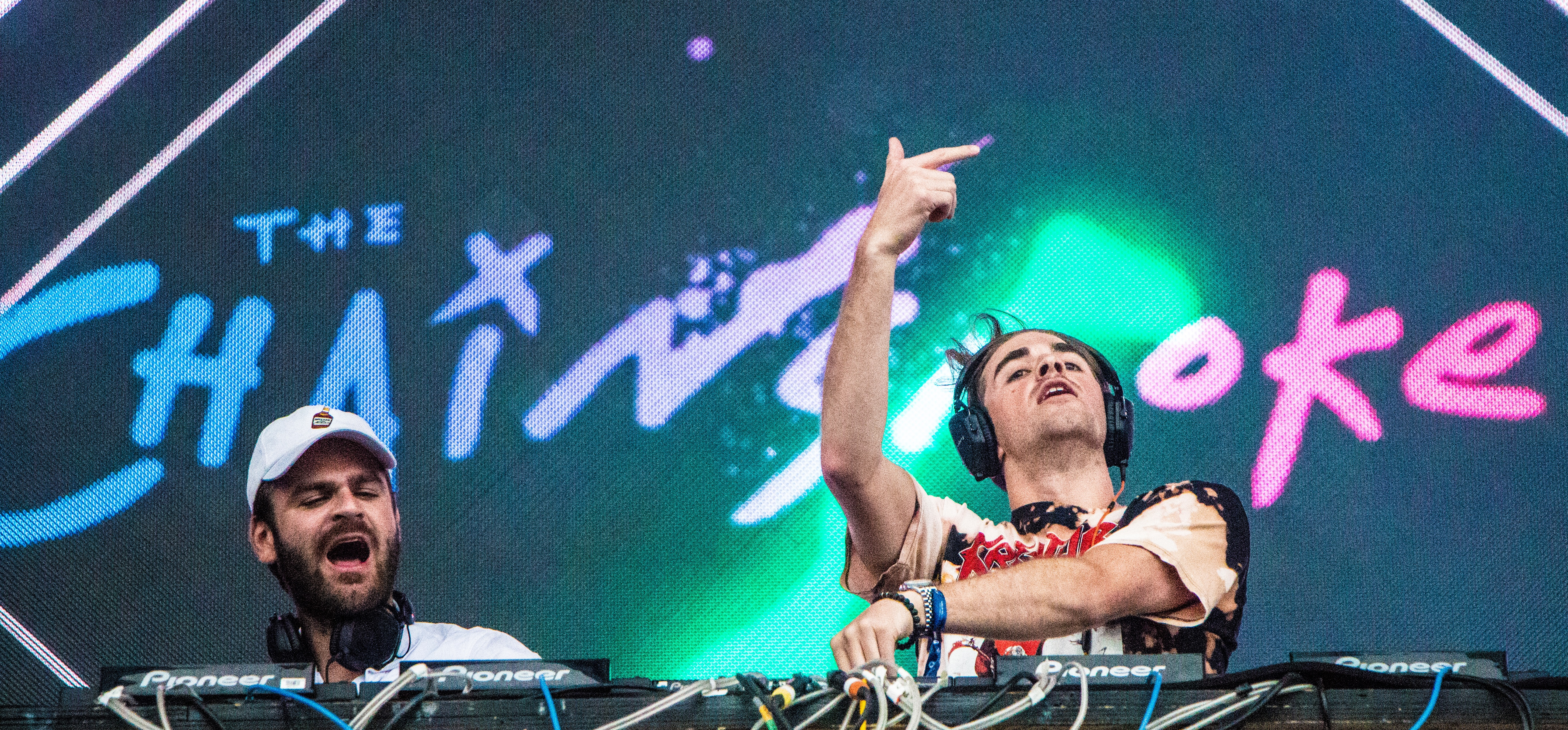
A dupla The Chainsmokers conquistou seus dois primeiros números um na Pop Songs em 2016, com um deles, "Closer", parceria com Halsey, tendo a maior permanência no topo, com onze semanas, empatando com outras quatro músicas a ter o segundo maior período no cume da tabela.

A lista abaixo apresenta os singles número um na Pop Songs em 2016. A tabela é publicada semanalmente pela Billboard, que classifica as canções mais tocadas nas rádios contemporary hit radio — comumente denominadas de pop — nos Estados Unidos, com base em dados recolhidos pela Nielsen Broadcast Data Systems (Nielsen BDS). Ao decorrer do ano, um total de 21 canções atingiram o topo da tabela nas 52 edições da revista.
"Sorry", de Justin Bieber, foi o primeiro número um do ano, liderando por três edições consecutivas. "Side to Side", parceria de Ariana Grande e Nicki Minaj, foi a canção que encerrou o período. No total, dezessete artistas conquistaram seus primeiros números um na Pop Songs: Alessia Cara, o duo Twenty One Pilots, G-Eazy, Bebe Rexha, Zayn, Mike Posner, a banda Lukas Graham, o grupo feminino Fifth Harmony, o rapper Ty Dolla Sign, o duo The Chainsmokers, Daya, o rapper Drake, Wizkid, Kyla, Sia, Halsey e a supracitada Minaj. A obra a permanecer mais tempo no cume do periódico foi "Closer", de The Chainsmokers e Halsey, que com onze semanas no topo, empatou com outras quatro faixas a liderar a Pop Songs pelo segundo maior período. Entretanto, a mais tocada nas rádios pop foi "Love Yourself", de Justin Bieber, que liderou a tabela por cinco semanas consecutivas.
Outros destaques do ano incluem Bieber, que terminou o ano como o artista mais bem sucedido na Pop Songs e colocou três músicas no topo da Pop Songs em 2016 — "Sorry", "Love Yourself" e "Cold Water", com Major Lazer e MØ —, Alessia Cara, cuja "Here" demorou 27 semanas para liderar a tabela, estabelecendo um novo recorde, Selena Gomez, que com "Hands to Myself" atingindo o número um da Pop Songs, seu álbum Revival tornou-se um dos únicos discos a ter três números um no periódico, e Zayn, que obteve seu primeiro número um na parada com "Pillowtalk", superando o melhor resultado de sua antiga banda One Direction, que havia conseguido o número três com "What Makes You Beautiful". O Fifth Harmony tornou-se o primeiro grupo feminino em quase dez anos a liderar o gráfico, com o último tendo sido as The Pussycat Dolls em setembro de 2006, quando este atingiu o número um com "Buttons", parceria com Snoop Dogg. Com "My House", Flo Rida empatou com Nelly entre os rappers com mais lideranças na Pop Songs.

## Histórico

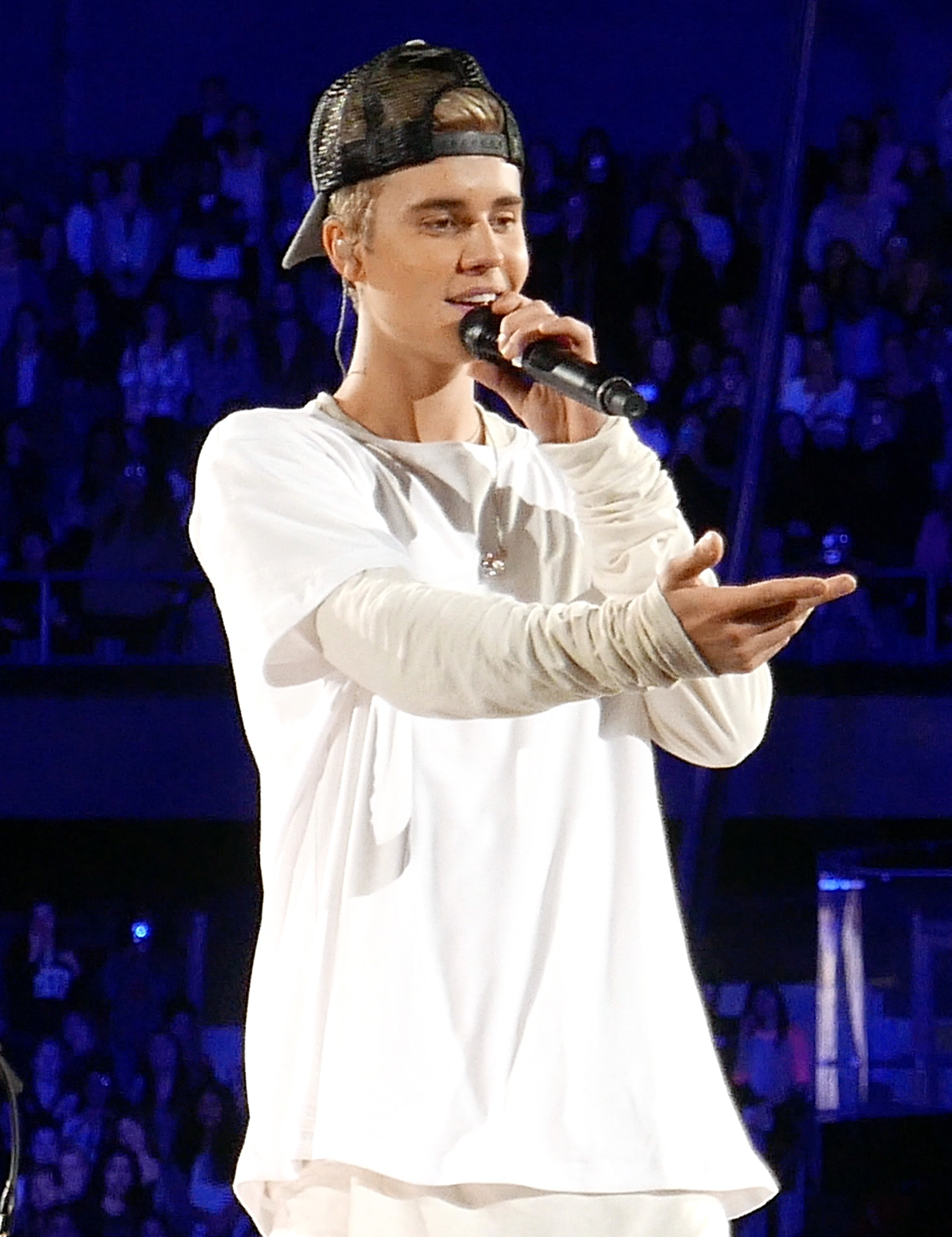
Além de ter a canção mais tocada nas rádios pop em 2016 com "Love Yourself", que culminou na Pop Songs por cinco semanas consecutivas, o canadense Justin Bieber (imagem) foi o mais bem sucedido do ano na tabela e conquistou outros dois números um, com "Sorry" e "Cold Water", parceria com Major Lazer e MØ.

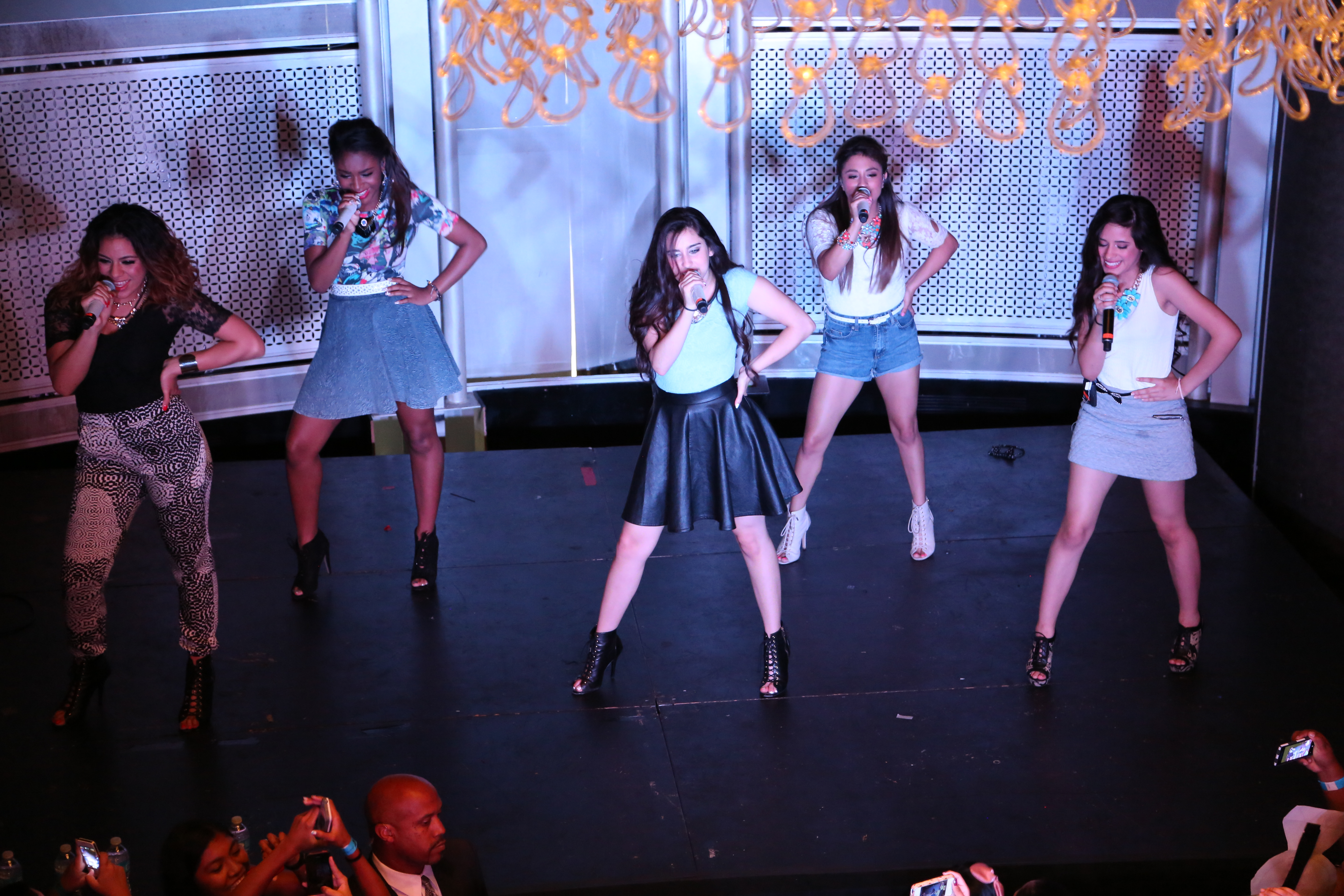
Com "Work from Home" liderando a Pop Songs, o grupo feminino Fifth Harmony (imagem) tornou-se o primeiro desde as The Pussycat Dolls em 2006 a conquistar esse feito.

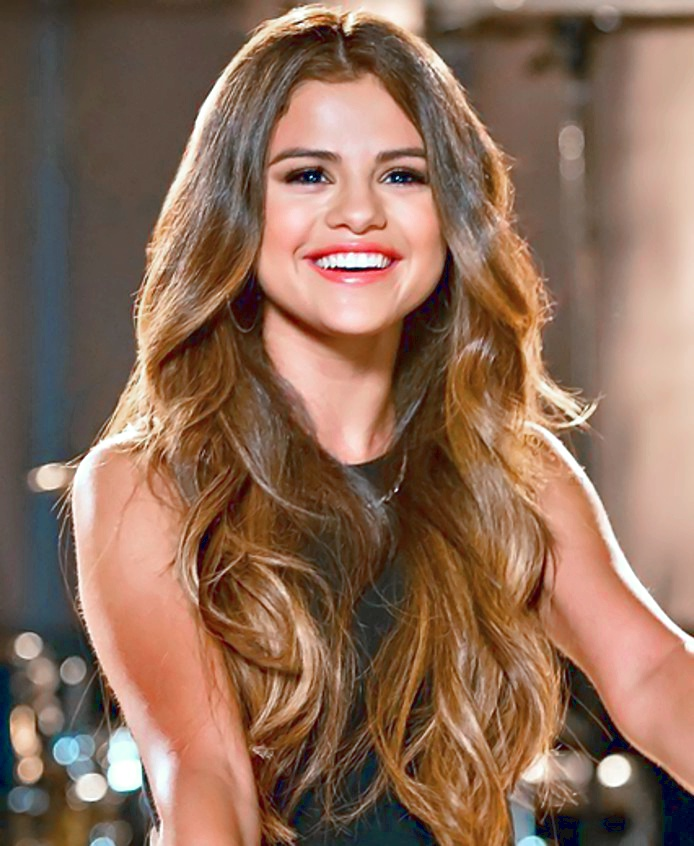
Com "Hands to Myself" ascendendo-se para o topo da Pop Songs, o álbum Revival, da cantora Selena Gomez (imagem), tornou-se um dos únicos discos a gerar três números um ou mais na tabela, com os outros dois sendo "Same Old Love", também em 2016, e "Good for You", em 2015.

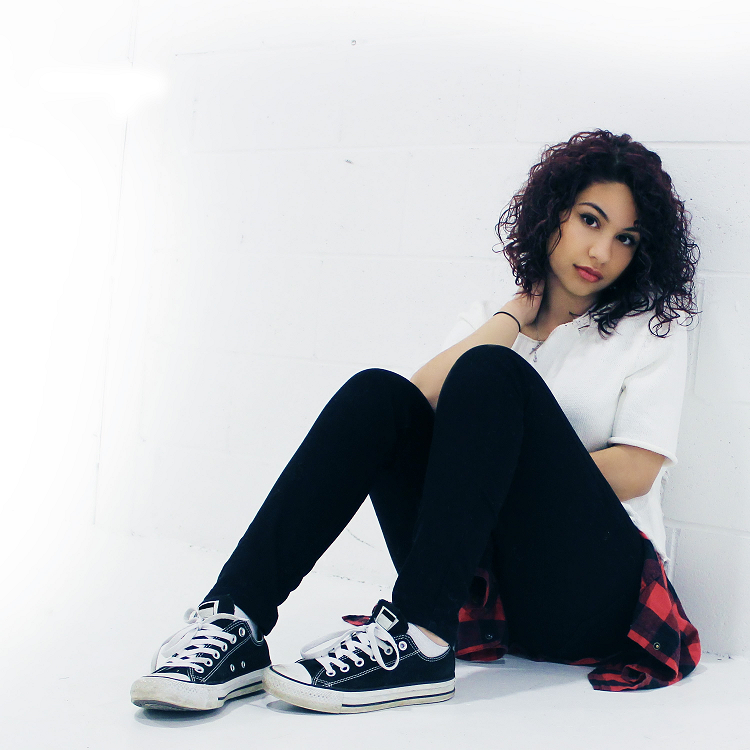
A canção "Here", primeiro número um da canadense Alessia Cara (imagem) na Pop Songs, quebrou o recorde de mais tempo levado para liderar o periódico, com 27 semanas.

| † | Indica o single com melhor desempenho em 2016. |

| Data            | Canção                                | Artista(s)                         | Referência(s) |
| --------------- | ------------------------------------- | ---------------------------------- | ------------- |
| 2 de janeiro    | "Sorry"                               | Justin Bieber                      | [ 9 ]         |
| 9 de janeiro    | "Sorry"                               | Justin Bieber                      | [ 10 ]        |
| 16 de janeiro   | "Sorry"                               | Justin Bieber                      | [ 11 ]        |
| 23 de janeiro   | "Same Old Love"                       | Selena Gomez                       | [ 12 ]        |
| 30 de janeiro   | "Same Old Love"                       | Selena Gomez                       | [ 13 ]        |
| 6 de fevereiro  | "Here"                                | Alessia Cara                       | [ 3 ]         |
| 13 de fevereiro | "Love Yourself"†                      | Justin Bieber                      | [ 14 ]        |
| 20 de fevereiro | "Love Yourself"†                      | Justin Bieber                      | [ 15 ]        |
| 27 de fevereiro | "Love Yourself"†                      | Justin Bieber                      | [ 16 ]        |
| 5 de março      | "Love Yourself"†                      | Justin Bieber                      | [ 17 ]        |
| 12 de março     | "Love Yourself"†                      | Justin Bieber                      | [ 18 ]        |
| 19 de março     | "Stressed Out"                        | Twenty One Pilots                  | [ 19 ]        |
| 26 de março     | "My House"                            | Flo Rida                           | [ 7 ]         |
| 2 de abril      | "My House"                            | Flo Rida                           | [ 20 ]        |
| 9 de abril      | "My House"                            | Flo Rida                           | [ 21 ]        |
| 16 de abril     | "Hands to Myself"                     | Selena Gomez                       | [ 4 ]         |
| 23 de abril     | "Me, Myself & I"                      | G-Eazy e Bebe Rexha                | [ 22 ]        |
| 30 de abril     | "Me, Myself & I"                      | G-Eazy e Bebe Rexha                | [ 23 ]        |
| 7 de maio       | "Pillowtalk"                          | Zayn                               | [ 5 ]         |
| 14 de maio      | "Pillowtalk"                          | Zayn                               | [ 24 ]        |
| 21 de maio      | "I Took a Pill in Ibiza" (SeeB Remix) | Mike Posner                        | [ 25 ]        |
| 28 de maio      | "7 Years"                             | Lukas Graham                       | [ 26 ]        |
| 4 de junho      | "Work from Home"                      | Fifth Harmony com Ty Dolla Sign    | [ 6 ]         |
| 11 de junho     | "Work from Home"                      | Fifth Harmony com Ty Dolla Sign    | [ 27 ]        |
| 18 de junho     | "Can't Stop the Feeling!"             | Justin Timberlake                  | [ 28 ]        |
| 25 de junho     | "Can't Stop the Feeling!"             | Justin Timberlake                  | [ 29 ]        |
| 2 de julho      | "Can't Stop the Feeling!"             | Justin Timberlake                  | [ 30 ]        |
| 9 de julho      | "Don't Let Me Down"                   | The Chainsmokers com Daya          | [ 31 ]        |
| 16 de julho     | "Don't Let Me Down"                   | The Chainsmokers com Daya          | [ 32 ]        |
| 23 de julho     | "Don't Let Me Down"                   | The Chainsmokers com Daya          | [ 33 ]        |
| 30 de julho     | "One Dance"                           | Drake com Wizkid e Kyla            | [ 34 ]        |
| 6 de agosto     | "Cheap Thrills"                       | Sia com Sean Paul                  | [ 35 ]        |
| 13 de agosto    | "Cheap Thrills"                       | Sia com Sean Paul                  | [ 36 ]        |
| 20 de agosto    | "Cheap Thrills"                       | Sia com Sean Paul                  | [ 37 ]        |
| 27 de agosto    | "Cheap Thrills"                       | Sia com Sean Paul                  | [ 38 ]        |
| 3 de setembro   | "Cheap Thrills"                       | Sia com Sean Paul                  | [ 39 ]        |
| 10 de setembro  | "Ride"                                | Twenty One Pilots                  | [ 40 ]        |
| 17 de setembro  | "Ride"                                | Twenty One Pilots                  | [ 41 ]        |
| 24 de setembro  | "Send My Love (To Your New Lover)"    | Adele                              | [ 42 ]        |
| 1º de outubro   | "Cold Water"                          | Major Lazer com Justin Bieber e MØ | [ 43 ]        |
| 8 de outubro    | "Closer"                              | The Chainsmokers com Halsey        | [ 44 ]        |
| 15 de outubro   | "Closer"                              | The Chainsmokers com Halsey        | [ 45 ]        |
| 22 de outubro   | "Closer"                              | The Chainsmokers com Halsey        | [ 46 ]        |
| 29 de outubro   | "Closer"                              | The Chainsmokers com Halsey        | [ 47 ]        |
| 5 de novembro   | "Closer"                              | The Chainsmokers com Halsey        | [ 48 ]        |
| 12 de novembro  | "Closer"                              | The Chainsmokers com Halsey        | [ 49 ]        |
| 19 de novembro  | "Closer"                              | The Chainsmokers com Halsey        | [ 50 ]        |
| 26 de novembro  | "Closer"                              | The Chainsmokers com Halsey        | [ 51 ]        |
| 3 de dezembro   | "Closer"                              | The Chainsmokers com Halsey        | [ 52 ]        |
| 10 de dezembro  | "Closer"                              | The Chainsmokers com Halsey        | [ 53 ]        |
| 17 de dezembro  | "Closer"                              | The Chainsmokers com Halsey        | [ 54 ]        |
| 24 de dezembro  | "Side to Side"                        | Ariana Grande com Nicki Minaj      | [ 55 ]        |
| 31 de dezembro  | "Side to Side"                        | Ariana Grande com Nicki Minaj      | [ 56 ]        |